# Chyanam
Chyanam (en népalais : च्यानाम) est un comité de développement villageois du Népal situé dans le district d'Okhaldhunga. Au recensement de 2011, il comptait 2 763 habitants.